# Liste der Bürgermeister von Spremberg

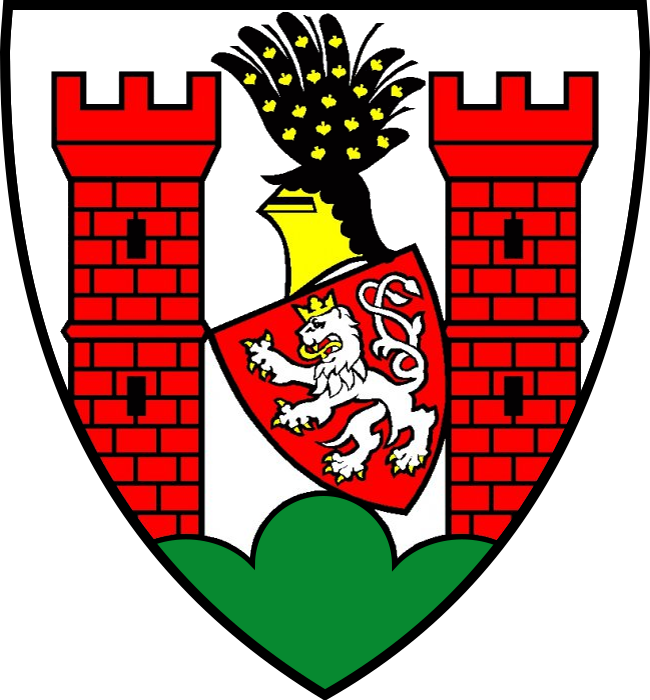
Wappen von Spremberg

Auf dieser Seite werden die Bürgermeister der Stadt Spremberg mit Namen und Amtszeit aufgezählt.
Für die Niederlausitz und damit auch für Spremberg war es bis Mitte des 14. Jahrhunderts nicht üblich Bürgermeister zu erwähnen.  Die erste Erwähnung eines Bürgermeisters (Ratskür) für Spremberg erfolgte im Jahre 1397. Der Rat stellt dabei das oberste Verwaltungsorgan der Stadt dar. Er übte die Hoheit über städtische Finanzen, der Polizeigewalt und der freiwilligen Gerichtsbarkeit aus. Weiterhin waren die Stadtältesten an der Ausübung der städtischen Verwaltung beteiligt. Diese vier bis fünf Stadtältesten wurden wiederum durch die Ratsmitglieder aus der örtlichen Bürgerschaft gewählt.
Aus den Reihen der auf Lebenszeit gewählten Ratmannen, wurde jährlich der Bürgermeister gewählt. Damals setzte sich die Stadtführung aus fünf Mitgliedern des Senats und drei Bürgermeistern zusammen. Nach ihrer Dienststellung waren dies, der erste Bürgermeister – der Consul Regens, der zweite Bürgermeister – der Pro Consul und der dritte Bürgermeister – der Consul.
Eine Festlegung darüber, wie oft einer der jährlich gewählten Bürgermeister wiedergewählt werden konnte, gab es damals noch nicht. Wurde der amtierende Bürgermeister nicht wiedergewählt, kehrte er automatisch in den Senat zurück.

## 16. Jahrhundert
| Name                 | Bürgermeister | Bemerkung                                                           |
| -------------------- | ------------- | ------------------------------------------------------------------- |
| Valtin Pawer         | 1541          | Ist der erste namentlich erwähnte Bürgermeister der Stadt Spremberg |
| Jacob Apitz          | 1542          |                                                                     |
| Hanß Dubrowa         | 1543          |                                                                     |
| Wentzel Kürschner    | 1544          | von Beruf Müller (Stadtmüller)                                      |
| ? Marcell            | 1545          | Vorname unbekannt                                                   |
| Hieronimus Nieprasch | 1546          |                                                                     |
| Hanß Dubrowa         | 1547          |                                                                     |
| Albin Döring         | 1548          |                                                                     |
| Wentzel Kürschner    | 1549          |                                                                     |
| Hanß Dubrowa         | 1550          |                                                                     |
| Melchior Nicolai     | 1551          |                                                                     |
| Ambrosius Lypa       | 1552          |                                                                     |
| Gregor Anthonio      | 1553          |                                                                     |
| Melchior Nicolai     | 1554          |                                                                     |
| Gregor Anthonio      | 1555          |                                                                     |
| Melchior Nicolai     | 1556          |                                                                     |
| Albin Döring         | 1557          |                                                                     |
| Gregor Anthonio      | 1558          |                                                                     |
| Ambrosius Lypa       | 1559          |                                                                     |
| Christoph Keil       | 1560          |                                                                     |
| Albin Döring         | 1561          |                                                                     |
| Gregor Anthonio      | 1562          |                                                                     |
| Christoph Keil       | 1563          |                                                                     |
| Marten Abraham       | 1564          |                                                                     |
| Albin Döring         | 1565          |                                                                     |
| Marten Abraham       | 1566          |                                                                     |
| Gregor Anthonio      | 1567          |                                                                     |
| Lorentz Seldenreich  | 1568          |                                                                     |
| Gregor Greiffenhain  | 1569          |                                                                     |
| Marten Abraham       | 1570          |                                                                     |
| Gregor Anthonio      | 1571          |                                                                     |
| Jochim Brehm         | 1572          |                                                                     |
| Peter Arant          | 1573          |                                                                     |
| Marten Abraham       | 1574          |                                                                     |
| Jochim Brehm         | 1575          |                                                                     |
| Lorentz Seldenreich  | 1576          |                                                                     |
| Marten Abraham       | 1577          |                                                                     |
| Lorentz Seldenreich  | 1578          |                                                                     |
| Jochim Brehm         | 1579          |                                                                     |
| ?                    | 1580          | keine entsprechenden Informationen im Stadtarchiv vorhanden         |
| Peter Arant          | 1581          |                                                                     |
| Jochim Brehm         | 1582          |                                                                     |
| George Weiß          | 1583          |                                                                     |
| ?                    | 1584          | keine entsprechenden Informationen im Stadtarchiv vorhanden         |
| Lorentz Seldenreich  | 1585          |                                                                     |
| Jochim Brehm         | 1586          |                                                                     |
| Lorentz Seldenreich  | 1587          |                                                                     |
| Jochim Brehm         | 1588          |                                                                     |
| Hanß Melchior        | 1589          |                                                                     |
| Lorentz Seldenreich  | 1590          |                                                                     |
| Hanß Melchior        | 1591          |                                                                     |
| Hanß Melchior        | 1592          |                                                                     |
| Lorentz Seldenreich  | 1593          | hatte insgesamt acht Amtszeiten als Consul Regens                   |
| Peter Arant          | 1594          |                                                                     |
| Marten Dombke        | 1595          |                                                                     |
| Hanß Müller          | 1596          |                                                                     |
| Peter Arant          | 1597          |                                                                     |
| Hanß Melchior        | 1598          |                                                                     |
| Marten Dombke        | 1599          |                                                                     |
| Peter Arant          | 1600          |                                                                     |

## 17. Jahrhundert
| Name                | Bürgermeister | Bemerkung                                                                                           |
| ------------------- | ------------- | --------------------------------------------------------------------------------------------------- |
| Hanß Melchior       | 1601          | |
| Marten Krüger       | 1602          | |
| Marten Dombke       | 1603          | |
| Marten Krüger       | 1604          | |
| Marten Dombke       | 1605          | |
| Marten Krüger       | 1606          | |
| Martin Richter      | 1607          | |
| Marten Dombke       | 1608          | |
| Marten Krüger       | 1609          | |
| Martin Richter      | 1610          | |
| Esaias Seyboth      | 1611          | |
| Martin Richter      | 1612          | |
| Esaias Seyboth      | 1613          | |
| Martin Richter      | 1614          | |
| Elias Musculus      | 1615          | |
| Esaias Seyboth      | 1616          | |
| Martin Richter      | 1617          | |
| Elias Musculus      | 1618          | |
| Esaias Seyboth      | 1619          | von Beruf Apotheker                                                                                 |
| Martin Richter      | 1620          | |
| Elias Musculus      | 1621          | |
| Christophorus Leo   | 1622          | |
| Martin Richter      | 1623          | |
| Christoff Schiemenz | 1624          | |
| Christophorus Leo   | 1625          | |
| Christophorus Leo   | 1626          | von Beruf Schuster (Flickschuster)                                                                  |
| Martin Richter      | 1627          | |
| Hanns Dombko        | 1628          | |
| Martin Richter      | 1629          | |
| Andreas Radochlai   | 1630          | |
| Hanns Dombko        | 1631          | |
| Martin Richter      | 1632          | |
| Andreas Radochlai   | 1633          | |
| Hanns Dombko        | 1634          | |
| Andreas Radochlai   | 1635          | |
| Martin Richter      | 1636          | |
| Andreas Radochlai   | 1637          | |
| Peter Müller        | 1638          | |
| Andreas Radochlai   | 1639          | |
| Peter Müller        | 1640          | |
| Andreas Radochlai   | 1641          | |
| Peter Müller        | 1642          | |
| Andreas Radochlai   | 1643          | |
| Peter Müller        | 1644          | |
| Andreas Radochlai   | 1645          | |
| Andreas Radochlai   | 1646          | wurde insgesamt neunmal zum Consul Regens gewählt                                                   |
| Peter Müller        | 1647          | |
| Peter Müller        | 1648          | |
| Martin Richter      | 1649          | |
| Martin Richter      | 1650          | wurde über einen Zeitraum von vierundvierzig Jahren insgesamt dreizehnmal als Consul Regens gewählt |
| ?                   | 1651–1658     | keine entsprechenden Informationen im Stadtarchiv vorhanden                                         |
| Johann Rademacher   | 1659          | |
| ?                   | 1660–1667     | keine entsprechenden Informationen im Stadtarchiv vorhanden                                         |
| Jacob Lunitz        | 1668          | |
| ?                   | 1669          | keine entsprechenden Informationen im Stadtarchiv vorhanden                                         |
| ?                   | 1670          | keine entsprechenden Informationen im Stadtarchiv vorhanden                                         |
| ?                   | 1671          | keine entsprechenden Informationen im Stadtarchiv vorhanden                                         |
| Martin Cumphet      | 1672          | |
| Martin Cumphet      | 1673          | |
| Matthes Deutschmann | 1674          | war 1681 Consul                                                                                     |
| ?                   | 1675          | keine entsprechenden Informationen im Stadtarchiv vorhanden                                         |
| ?                   | 1676          | keine entsprechenden Informationen im Stadtarchiv vorhanden                                         |
| Jacob Lunitz        | 1677          | |
| Mattheus Hüffner    | 1678          | |
| ?                   | 1679          | keine entsprechenden Informationen im Stadtarchiv vorhanden                                         |
| ?                   | 1680          | keine entsprechenden Informationen im Stadtarchiv vorhanden                                         |
| Jacob Lunitz        | 1681          | |
| Mattheus Hüffner    | 1682          | |
| ?                   | 1683          | keine entsprechenden Informationen im Stadtarchiv vorhanden                                         |
| ?                   | 1684          | keine entsprechenden Informationen im Stadtarchiv vorhanden                                         |
| Martin Cumphet      | 1685          | |
| Martin Cumphet      | 1686          | |
| Jacob Lunitz        | 1687          | |
| Jacob Lunitz        | 1688          | |
| ?                   | 1689          | keine entsprechenden Informationen im Stadtarchiv vorhanden                                         |
| Martin Cumphet      | 1690          | Von Beruf Bader, Barbier und Wunderheiler. In den Jahren 1688, 1691, 1692 und 1693 Pro Consul       |
| Jacob Lunitz        | 1691          | |
| Jacob Lunitz        | 1692          | |
| Jacob Lunitz        | 1693          | |
| ?                   | 1694          | keine entsprechenden Informationen im Stadtarchiv vorhanden                                         |
| ?                   | 1695          | keine entsprechenden Informationen im Stadtarchiv vorhanden                                         |
| ?                   | 1696          | keine entsprechenden Informationen im Stadtarchiv vorhanden                                         |
| ?                   | 1697          | keine entsprechenden Informationen im Stadtarchiv vorhanden                                         |
| Jacob Lunitz        | 1698          | |
| ?                   | 1699          | keine entsprechenden Informationen im Stadtarchiv vorhanden                                         |
| ?                   | 1700          | keine entsprechenden Informationen im Stadtarchiv vorhanden                                         |

## 18. Jahrhundert
| Name                       | Bürgermeister | Bemerkung |
| -------------------------- | ------------- | --- |
| ?                          | 1701          | keine entsprechenden Informationen im Stadtarchiv vorhanden |
| ?                          | 1702          | keine entsprechenden Informationen im Stadtarchiv vorhanden |
| Martin Rademacher          | 1703          | |
| Jacob Lunitz               | 1704          | wurde über einen Zeitraum von siebenunddreizig Jahren insgesamt zehnmal als Consul Regens gewählt. War in den Jahren 1673, 1674, 1678, 1685 und 1686 Pro Consul |
| Johann Friedrich Wochatz   | 1705          | |
| ?                          | 1706          | keine entsprechenden Informationen im Stadtarchiv vorhanden |
| Johann Christoph Radochlai | 1707          | |
| ?                          | 1708          | keine entsprechenden Informationen im Stadtarchiv vorhanden |
| ?                          | 1709          | keine entsprechenden Informationen im Stadtarchiv vorhanden |
| ?                          | 1710          | keine entsprechenden Informationen im Stadtarchiv vorhanden |
| Johann Christoph Radochlai | 1711          | |
| Johann Ludolph Grupe       | 1712          | |
| ?                          | 1713          | keine entsprechenden Informationen im Stadtarchiv vorhanden |
| ?                          | 1714          | keine entsprechenden Informationen im Stadtarchiv vorhanden |
| ?                          | 1715          | keine entsprechenden Informationen im Stadtarchiv vorhanden |
| Johann George Krüger       | 1716          | |
| Johann Friedrich Wochatz   | 1717          | War 1707 Pro Consul. |
| Johann Ludolph Grupe       | 1718          | |
| Joachim Hilscher           | 1719          | In den Jahren 1727 und 1731 Pro Consul. In den Jahren 1729, 1732, 1735 Consul.                                                                                  |
| Johann George Krüger       | 1720          | |
| Johann George Krüger       | 1721          | War 1719, 1722 und 1723 Pro Consul. Im Jahre 1677 Consul. |
| Johann Ludolph Grupe       | 1722          | |
| Johann Ludolph Grupe       | 1723          | In den Jahren 1703, 1717 und 1720 Pro Consul. 1727 Consul. |
| Johann Daniel Fiedler      | 1724          | |
| Johann Daniel Fiedler      | 1725          | |
| Johann Daniel Fiedler      | 1726          | |
| Johann Daniel Fiedler      | 1727          | |
| Martin Rademacher          | 1728          | |
| Johann Daniel Fiedler      | 1729          | |
| Johann Daniel Fiedler      | 1730          | |
| Martin Rademacher          | 1731          | |
| Siegmund Vüller            | 1732          | |
| ?                          | 1733          | keine entsprechenden Informationen im Stadtarchiv vorhanden |
| Siegmund Vüller            | 1734          | |
| Martin Rademacher          | 1735          | |
| Johann Gabriel Süßenguth   | 1736          | War 1737 Pro Consul. 1738, 1739, 1740, 1741, 1742, 1743 Consul.                                                                                                 |
| Martin Rademacher          | 1737          | In den Jahren 1721, 1729, 1732, 1736, 1738, 1739, 1740, 1741, 1742 und 1743 Pro Consul                                                                          |
| Siegmund Vüller            | 1738          | |
| Siegmund Vüller            | 1739          | |
| Siegmund Vüller            | 1740          | |
| Siegmund Vüller            | 1741          | |
| Siegmund Vüller            | 1742          | |
| Siegmund Vüller            | 1743          | War 1735 Pro Consul. 1736 und 1737 Consul. |
| ?                          | 1744          | keine entsprechenden Informationen im Stadtarchiv vorhanden |
| Joachim Francke            | 1745          | |
| ?                          | 1746          | keine entsprechenden Informationen im Stadtarchiv vorhanden |
| ?                          | 1747          | keine entsprechenden Informationen im Stadtarchiv vorhanden |
| ?                          | 1748          | keine entsprechenden Informationen im Stadtarchiv vorhanden |
| ?                          | 1749          | keine entsprechenden Informationen im Stadtarchiv vorhanden |
| ?                          | 1750          | keine entsprechenden Informationen im Stadtarchiv vorhanden |
| ?                          | 1751          | keine entsprechenden Informationen im Stadtarchiv vorhanden |
| ?                          | 1752          | keine entsprechenden Informationen im Stadtarchiv vorhanden |
| Ernst Friedrich Loffhagen  | 1753          | |
| ?                          | 1754          | keine entsprechenden Informationen im Stadtarchiv vorhanden |
| ?                          | 1755          | keine entsprechenden Informationen im Stadtarchiv vorhanden |
| ?                          | 1756          | keine entsprechenden Informationen im Stadtarchiv vorhanden |
| ?                          | 1757          | keine entsprechenden Informationen im Stadtarchiv vorhanden |
| Johann Caspar Lubisch      | 1758          | War 1768 und 1769 Pro Consul und 1771 und 1773 Consul. |
| Joachim Francke            | 1759          | |
| Joachim Francke            | 1760          | |
| Ernst Friedrich Loffhagen  | 1761          | |
| Joachim Francke            | 1762          | |
| Ernst Friedrich Loffhagen  | 1763          | |
| Joachim Francke            | 1764          | |
| Ernst Friedrich Loffhagen  | 1765          | War 1759, 1762, 1764, 1766 und 1767 Pro Consul. |
| Joachim Francke            | 1766          | |
| Joachim Francke            | 1767          | |
| Joachim Francke            | 1768          | War von Beruf Tuchmacher. War 1761, 1763, 1765, 1771 und 1772 Pro Consul.                                                                                       |
| Anßhelm Ludwig Geier       | 1769          | |
| Anßhelm Ludwig Geier       | 1770          | |
| Anßhelm Ludwig Geier       | 1771          | |
| Anßhelm Ludwig Geier       | 1772          | war 1773, 1774 und 1775 Pro Consul und 1768 Consul. |
| Johann Gottlob Tiede       | 1773          | |
| Johann Gottlob Tiede       | 1774          | |
| Johann Gottlob Tiede       | 1775          | |
| August Heinrich Süßengut   | 1776          | |
| August Heinrich Süßengut   | 1777          | |
| Johann Gottlob Tiede       | 1778          | Nach ihm ist der Tiede-Steg am Pfortenplatz benannt. War 1776 und 1777 Pro Consul.                                                                              |
| August Heinrich Süßengut   | 1779          | |
| Gottlieb Ludwig Geißler    | 1780          | |
| ?                          | 1781          | keine entsprechenden Informationen im Stadtarchiv vorhanden |
| Gottlieb Ludwig Geißler    | 1782          | |
| ?                          | 1783          | keine entsprechenden Informationen im Stadtarchiv vorhanden |
| Gottlieb Ludwig Geißler    | 1784          | |
| ?                          | 1785          | keine entsprechenden Informationen im Stadtarchiv vorhanden |
| ?                          | 1786          | keine entsprechenden Informationen im Stadtarchiv vorhanden |
| August Heinrich Süßengut   | 1787          | War von Beruf Postmeister. War 1778 und 1784 Pro Consul. |
| ?                          | 1788          | keine entsprechenden Informationen im Stadtarchiv vorhanden |
| ?                          | 1789          | keine entsprechenden Informationen im Stadtarchiv vorhanden |
| Gottlieb Ludwig Geißler    | 1790          | |
| Gottlieb Ludwig Geißler    | 1791          | |
| ?                          | 1792          | keine entsprechenden Informationen im Stadtarchiv vorhanden |
| Johann Gotthelf Schulze    | 1793          | |
| ?                          | 1794          | keine entsprechenden Informationen im Stadtarchiv vorhanden |
| Johann Gotthelf Schulze    | 1795          | |
| Gottlieb Ludwig Geißler    | 1796          | War von Beruf Kaufherr. War 1779, 1787, 1795 und 1799 Pro Consul                                                                                                |
| ?                          | 1797          | keine entsprechenden Informationen im Stadtarchiv vorhanden |
| ?                          | 1798          | keine entsprechenden Informationen im Stadtarchiv vorhanden |
| Johann Gotthelf Schulze    | 1799          | |
| Johann Gotthelf Schulze    | 1800          | |

- In Kirchenbüchern aus dem Jahre 1790 ist ein Johann Carl Süßenguth erwähnt der im Alter von 67 Jahren verstorben und zu Lebzeiten auch die Stelle des Bürgermeisters innegehabt hatte. Genaue Angaben darüber wann dies Amtszeit war, liegen nicht vor.

## 19. Jahrhundert
| Name                        | Bürgermeister                     | Bemerkung |
| --------------------------- | --------------------------------- | --- |
| Johann Gotthelf Schulze     | 1801                              | |
| Johann Gotthelf Schulze     | 1802                              | Von Beruf Kaufmann. In den Jahren 1790, 1796 und 1806 Pro Consul |
| Johann Gottfried Seyfert    | 1803                              | |
| ?                           | 1804                              | keine entsprechenden Informationen im Stadtarchiv vorhanden |
| ?                           | 1805                              | keine entsprechenden Informationen im Stadtarchiv vorhanden |
| Johann Gottfried Seyfert    | 1806                              | |
| Samuel Heinrich Siebenhaar  | 1807                              | |
| Samuel Heinrich Siebenhaar  | 1808                              | war von Beruf Seifensiedermeister. 1809, 1810, 1811 Pro Consul |
| Johann Gottfried Seyfert    | 1809                              | |
| Johann Gottfried Seyfert    | 1810                              | |
| Johann Gottfried Seyfert    | 1811                              | |
| Johann Gottfried Seyfert    | 1812                              | |
| Johann Gottfried Seyfert    | 1813                              | War von Beruf Tuchmacher. 1801, 1802 und 1808 Pro Consul, starb 1828 im Alter von 84 Jahren |
| Johann Martin Püschel       | 1814                              | |
| Johann Martin Püschel       | 1815                              | |
| Johann Martin Püschel       | 1816                              | |
| Johann Martin Püschel       | 1817                              | |
| Johann Martin Püschel       | 1818                              | |
| Johann Martin Püschel       | 1819                              | |
| Johann Martin Püschel       | 1820                              | |
| Johann Martin Püschel       | 1821                              | |
| Johann Martin Püschel       | 1822                              | |
| Johann Martin Püschel       | 1823                              | |
| Johann Martin Püschel       | 1824                              | War elfmal in Folge Consul Regent, 1813 Pro Consul |
| Gottlob Sigismund Quandt    | 1825                              | Quandt wurde nicht als Consul Regent bestätigt, sondern führte lediglich den Titel „Polizei- und Kommunalverwalter“. |
| Gottlob Sigismund Quandt    | 1826                              | |
| Gottlob Sigismund Quandt    | 1827                              | |
| Gottlob Sigismund Quandt    | 1828                              | |
| Gottlob Sigismund Quandt    | 1829                              | |
| Gottlob Sigismund Quandt    | 1830                              | |
| Gottlob Sigismund Quandt    | 1831                              | |
| Friedrich Traugott Ahlemann | 1832–1841                         | Ahlemann ist der erste Bürgermeister der nach der am 17. März 1831 erlassenden Städteordnung gewählt wurde. Bei Amtsantritt war er erst 28 Jahre alt. Obwohl die Amtszeit nun 12 Jahre betrug, wurde er 1841 zum Bürgermeister von Guben gewählt. |
| Friedrich Wilhelm Peschke   | 1841–1868                         | Wurde für drei Amtszeiten gewählt, verstarb am 9. März 1868 in Spremberg. |
| Ferdinand Julius Nakszynski | 1868–1874                         | Wurde am 1. April 1874 Bürgermeister in Wilhelmshaven |
| Paul Michaelis              | 1874–1881                         | Legte am 10. Dezember 1881 sein Amt nieder, um die Stelle als Bürgermeister in Aschersleben anzunehmen. |
| Felix Wirth                 | 22. Juni 1882 – 25. November 1907 | am 10. März 1882 zum Bürgermeister gewählt. Wiederwahl am 10. Oktober 1893 (ohne Ausschreibung) von den Stadtverordneten für weitere 12 Jahre. Wiederwahl am 24. Oktober 1905. Verstorben am 25. November 1907.                                   |

Mit der Einführung der Preußischen Städte-Ordnung wurde der Bürgermeister nun durch Stadtverordnetenversammlung, welche aus zwölf Mitgliedern bestand, gewählt. Die Stadtverordneten wiederum wurden durch die Einwohner mit Bürgerrecht gewählt. Weiterhin wurde aus den Mitgliedern der Stadtverordnetenversammlung drei Stadträte gewählt, welche zusammen mit dem gewählten Bürgermeister den Magistrat der Stadt bildeten.
Die Bürgermeisterstelle wurde von nun an ausgeschrieben und der Bewerber musste nicht mehr Bürger der jeweiligen Stadt sein. Die Wahlperiode betrug von nun an zwölf Jahre.

## 20. Jahrhundert
| Name              | Bürgermeister                        | Bemerkung |
| ----------------- | ------------------------------------ | --- |
| Friedrich Nath    | 10. Juli 1908 – 10. Mai 1919         | trat auf eigenen Wunsch zurück |
| Paul Steffen      | 4. Februar 1920 – 15. September 1931 | Wurde am 10. Oktober 1919 zum Bürgermeister gewählt, nahm die Amtsgeschäfte aber erst am 4. Februar 1920 auf. 1931 Versetzung in den Ruhestand auf eigenen Wunsch. Wird anschließend in Teltow zum Stadtoberhaupt gewählt.    |
| Richard Buder     | 20. Oktober 1931 – 25. März 1933     | am 25. März 1933 durch Erlass des Ministeriums des Innern vom 6. Februar 1933 in den Ruhestand versetzt. |
| Kurt Kaulbars     | 27. März 1933 – April 1945           | vom 27. März 1933 bis 20. September 1933 durch Oberpräsident Kube zunächst kommissarisch eingesetzt. Am 1. Mai 1934 für weitere 12 Jahre im Amt bestätigt. Mitglied der NSDAP. Am 4. Dezember 1944 zum Wehrdienst einberufen. |
| Rudolf Otto       | 8. Dezember 1944 – 19. April 1945    | kommissarisch eingesetzt durch den Regierungspräsidenten |
| August Scholta    | April 1945 – 31. Mai 1945            | kommissarisch eingesetzt durch die sowjetische Kommandantur der Roten Armee |
| Richard Buder     | 31. Mai 1945 – 30. November 1946     | eingesetzt durch den Kriegskommandanten Major Kowalewski. |
| Willi Lange       | Dezember 1946 – April 1953           | Erster gewählter Bürgermeister nach dem Zweiten Weltkrieg |
| Ruth Kartschall   | 1. Juli 1953 – März 1961             | Wurde im Alter von 22 Jahren Bürgermeisterin. |
| Herbert Köhler    | 1. April 1961 – Oktober 1965         | |
| Günter Frenzel    | 25. Oktober 1965 – April 1975        | am 5. Juni 1974 Wiederwahl zum Bürgermeister. Im April 1975 Abwahl als Bürgermeister. |
| Lothar Barnowski  | April 1975 – August 1975             | kommissarisch |
| Hannelore Neumann | 13. August 1975 – 31. Mai 1990       | wurde während der politischen Wende nicht abgewählt und blieb bis zur Wahl von Egon Wochatz im Amt. Mitglied der SED. |
| Egon Wochatz      | 31. Mai 1990 – 3. Mai 2002           | War von Beruf Lehrer. Mitglied der CDU. |

## 21. Jahrhundert
| Name                | Bürgermeister                        | Bemerkung |
| ------------------- | ------------------------------------ | --- |
| Klaus-Peter Schulze | 6. Mai 2002 – 12. Oktober 2013       | Wurde während seiner zweiten Amtsperiode am 22. September 2013 über ein gewonnenes Direktmandat in den Deutschen Bundestag gewählt. Mitglied der CDU.                                                                             |
| Christina Schönherr | 13. Oktober 2013 – 31. Dezember 2013 | kommissarisch, ging zum 31. Dezember 2013 in den Ruhestand. parteilos |
| Frank Kulik         | 1. Januar 2014 – 2. Februar 2014     | kommissarisch, parteilos |
| Christine Herntier  | seit 3. Februar 2014                 | gewählt am 26. Januar 2014 mit 61,8 % nach Stichwahl mit Hartmut Höhna (CDU), Amtsantritt am 2. Februar 2014, parteilos, Wiederwahl am 10. Oktober 2021 nach einer erforderlichen Stichwahl gegen Michael Hanko (AfD) mit 60,4 %. |

- Christina Schönherr übergab zum 31. Dezember 2013, mit Eintritt in ihre Altersteilzeit, die Amtsgeschäfte des amtierenden Bürgermeisters an den Leiter des Fachbereichs für Ordnung und Sicherheit, Frank Kulik, der diese bis zur Wahl einer neuen hauptamtlichen Bürgermeisterin am 26. Januar 2014 ausübte.[4]